# Comuna Haljbiivka, Iampol
Haljbiivka (în ucraineană Гальжбіївка) este o comună în raionul Iampol, regiunea Vinița, Ucraina, formată din satele Bela, Haljbiivka (reședința), Flămânda și Iulianovca.

## Demografie
Componența lingvistică a satului Haljbiivka
     Ucraineană (97,76%)
     Română (1,22%)
     Alte limbi (0,73%)
Conform recensământului din 2001, majoritatea populației satului Haljbiivka era vorbitoare de ucraineană (97,76%), existând în minoritate și vorbitori de română (1,22%).